# Humboldts stormvogeltje
Het Humboldts stormvogeltje (Hydrobates markhami synoniem: Oceanodroma markhami) is een vogelsoort uit de familie van noordelijke stormvogeltjes (Hydrobatidae). De Nederlandse naam verwijst naar de Humboldtstroom, die is genoemd naar Alexander von Humboldt.

## Verspreiding en leefgebied
Deze soort broedt op Paracas, een schiereiland in Peru, nabij de havenplaats Pisco.

## Status
De grootte van de populatie is in 2019 geschat op 100-120 duizend volwassen vogels. Op de Rode lijst van de IUCN heeft deze soort de status gevoelig.